# Halydaia luteicornis
Halydaia luteicornis är en tvåvingeart som först beskrevs av Walker 1862.  Halydaia luteicornis ingår i släktet Halydaia och familjen parasitflugor. Inga underarter finns listade i Catalogue of Life.